# Brian Wood
Brian Wood (* 1972, Essex Junction, Vermont) je americký komiksový scenárista, kreslíř a grafik. Nejvíce proslul pro svou autorskou sérii DMZ. Jako grafik se podílel na řadě počítačových her společnosti Rockstar Games – Grand Theft Auto, Midnight Club, Max Payne, Smuggler's Run a Manhunt.

## Česky vydané komiksy
V Česku vydávají komiksy Wooda nakladatelstí BB/art a CREW:
- DMZ:
  - 2009 – DMZ #1: Válečná zóna, (s Riccardo Burchielli: DMZ #1–5, 2006)
  - 2011 – DMZ #2: Tělo novináře, (s Riccardo Burchielli: DMZ #6–12, 2007)
  - 2012 – DMZ #3: Veřejné práce, (s Riccardo Burchielli: DMZ #13–17, 2007)
  - 2012 – DMZ #4: Palba do vlastních, (s Riccardo Burchielli: DMZ #18–22, 2008)
  - 2013 – DMZ #5: Skrytá válka, (s Riccardo Burchielli: DMZ #23–28, 2008)
  - 2013 – DMZ #6: Krvavé volby, (s Riccardo Burchielli: DMZ #29–34, 2009)

### Dark Horse Comics
- Conan the Barbarian #1–25 (s Becky Cloonan, James Harren a Vasilis Lolos, 2012–2014)
- Channel Zero Collected Omnibus Graphic Novel (s Becky Cloonan, 2012)
- Dark Horse Presents #8–10: "The Massive" (s Kristian Donaldson, 2012)
- The Massive #1–30 (s Kristen Donaldson a Garry Brown, 2012–2014)
- Star Wars #1–20 (s Carlos D'Anda, 2013–2014)
- The New York Four (s Ryan Kelly, 2014)
- Demo #1–18 (s Becky Cloonan, 2004–2010)
- Eve: Valkyrie #1–4 (s Eduardo Francisco, 2015)
- Rebels #1–10 (s Andrea Mutti, 2015)
- The Massive: Ninth Wave #1–6 (s Garry Brown 2015–2016)
- Aliens: Defiance #1–12 (s Tristan Jones, 2016–2017)
- Briggs Land #1–6 (s Mack Chater, 2016–2017)
- Briggs Land: Lone Wolves #1–6 (s Mack Chater, 2017)
- Rebels: These Free and Independent States #1–8 (s Andrea Mutti, 2017)
- Sword Daughter #1–... (s Mack Chater, 2018–...)
- Terminator: Sector War #1–... (s Jeff Stokely, 2018–...)
- Aliens: Resistance #1–... (s Robert Carey, 2019–...)

### Image Comics
- The Tourist (s Toby Cypress, 2006)
- CBLDF Presents: Liberty Comics #2: "Channel Zero: Urban Combat" (2009)
- The Couriers (s Rob G a Brett Weldele, 2012)
- Mara #1–6 (s Ming Doyle, 2012)
- Starve #1–10 (s Danijel Zezelj a Dave Stewart, 2015–2016)
- Black Road #1–10 (s Garry Brown, 2015–2017)

### Marvel Comics
- Counter-X Volume 2 #63–75, (s Warren Ellis a Steve Pugh, 2000–2001)
- Wolverine and the X-Men: Alpha and Omega #1–5 (s Mark Brooks a Roland Boschi, 2012)
- X-Men, volume 3 #30–37 (s David Lopez, 2012)
- Ultimate Comics: X-Men #13–33 (s Paco Medina, 2012–2013)
- X-Men, volume 4 #1–17 (s Olivier Coipel, Terry Dodson, Kris Anka, Clay Mann, 2013–2014)
- Moon Knight #7–12 (s Greg Smallwood a Jordie Bellaire, 2014–2015)

### DC Comics/Vertigo/Wildstorm
- Fight for Tomorrow #1–6 (s Denys Cowan a Kent Williams, 2002–2003)
- DMZ #1–72 (s Riccardo Burchielli, Kristian Donaldson, Nathan Fox, Danijel Žeželj, Nikki Cook, Ryan Kelly, Andrea Mutti, Cliff Chiang, David Lapham a Shawn Martinbrough, 2006–2012)
- Northlanders #1–50 (s Davide Gianfelice, Dean Ormston, Ryan Kelly, Vasilis Lolos, Danijel Žeželj, Leandro Fernandez, Fiona Staples, Riccardo Burchielli, Becky Cloonan, Simon Gane, Matt Woodson, Marian Churchland, Paul Azaceta a Declan Shalvey, 2008–2012)
- Tales of the Unexpected: "Americana" (s Emily Carroll, one-shot, 2011)
- Supernatural #1–6 (s Grant Bond, 2011–2012)
- Global Frequency (pouze kresba obálek, 2002–2004, 2012)
- DV8: Gods & Monsters (s Rebekah Ann Isaacs, 2010–2011)

### Ostatní
- John Carter: The End #1–5 (s Hayden Sherman, 2017) (vydalo Dynamite Entertainment)
- Robotech #1–8 (s Marco Turini, 2017–2018) (vydalo Titan Books)
- Robocop: Citizens Arrest #1–6 (s Jorge Coelho, 2018–2019) (vydalo BOOM! Studios)

## Design
Staff designer pro Rockstar Games (1999–2003)
- Midnight Club
- Smuggler's Run
- Grand Theft Auto III
- Grand Theft Auto: Vice City
- State of Emergency
- Max Payne